# Caribbean Motel
Das Caribbean Motel ist ein architekturgeschichtlich bedeutsames Gebäude im Stile des Googie in Wildwood Crest, Cape May County, New Jersey.

## Baubeschreibung
Das U-förmige Motel ist zweigeschossig und hat ein Flachdach. Es hat 30 Gästezimmer, ein Büro und eine Lounge mit Sonnendeck im ersten Stockwerk. Die modernistische Architektur des Caribbean Motels und der anderen etwa 275 Hotelbauten, die ab 1956 in Wildwood entstanden, orientierte sich an den Resorts von Miami Beach.

## Geschichte
Das Caribbean Motel wurde wahrscheinlich 1957–58 erbaut. Im Jahr 1956 hatte der Motelbauboom in Wildwood Crest mit der Eröffnung des Garden State Parkway begonnen. Das Motel wurde am 24. August 2005 in das National Register of Historic Places aufgenommen.